# Комуніст України
Коммунист Украины (укр. Комуніст України) — общественно-политический журнал. Орган ЦК Компартии Украины.

## История
Журнал основан в 1924 году как «Більшовик». С 1926 года выходил под названием — «Бiльшовик України», в 1952—1991 — «Комуніст України». Печатался в Харькове, с 1934 года — в Киеве ежемесячно на украинском и русском языках.
Освещал актуальные вопросы марксистско-ленинской теории, проблемы совершенствования социализма, претворения в жизнь курса КПСС на обновление социально-экономического развития страны, воплощения радикальной экономической реформы, совершенствования политической системы; информировал о межнациональных отношениях; пропагандировал идеи советского патриотизма и социалистического интернационализма. Под рубрикой «Диалог с историей» опубликовано немало статей по истории Украины и Компартии Украины.
Значительное внимание уделялось проблемам развития литературы и искусства. Среди украинских авторов — П. Автомонов, М. Бажан, Ю. Бедзик, П. Загребельный, В. Канивец, В. Коротич, Ю. Мушкетик, Б. Олейник, Ю. Смолич, П. Тычина и др.; печатались также другие советские писатели — Г. Абашидзе, Т. Аскаров, П. Боцу, Э. Матузявичюс, С. Мауленов, Максим Танк. Литературоведческие и критические статьи публиковали А. Белецкий, В. Брюховецкий, А. Глушко, И. Дзеверин, Е. Дулуман, Н. Жулинский, Ю. Лукин, В. Новиков.

## Редакторы и ответственные секретари
- Ильченко, Александр Кононович (1932—1933)
- Терлецкий, Валентин Михайлович (1968—1972)
- Карпенко, Виталий Афанасьевич (1979—1980)